# 김송이 (탁구 선수)
김송이(1994년 8월 10일~)는 조선민주주의인민공화국의 탁구 선수다. 2014년 한국 인천에서 열린 하계 아시아경기대회에서 단체 동메달을 획득하였다.

## 올림픽 출전
- 2016.8월 브라질 리우올림픽에 참가하여 단식 4강에 진출하여 중국의 딩닝과의 경기에서 패하고 3,4위전에서 일본의 후쿠하라 아이 선수를 누르고 단식 동메달을 획득하였다.
- 2016.10.31 여자탁구 스타상 후보로 국제탁구연맹에 의해 선정되었다.

## 수상
- 2016. 7월 북한 평양 오픈대회 단식,복식 우승.